# Bernard Rudofsky
Bernard Rudofsky (* 19. März 1905 in Zauchtel, Mähren; † 12. März 1988 in New York City) war ein österreichisch-amerikanischer Architekt. Er war ein international aktiver Kulturtheoretiker, sowie Architektur- und Designkritiker, der sich intensiv mit dem Zusammenhang zwischen Lebensstil, Design und Architektur beschäftigte. Er war Autor von Veröffentlichungen zu dem von ihm geprägten Begriff der Anonymen Architektur.

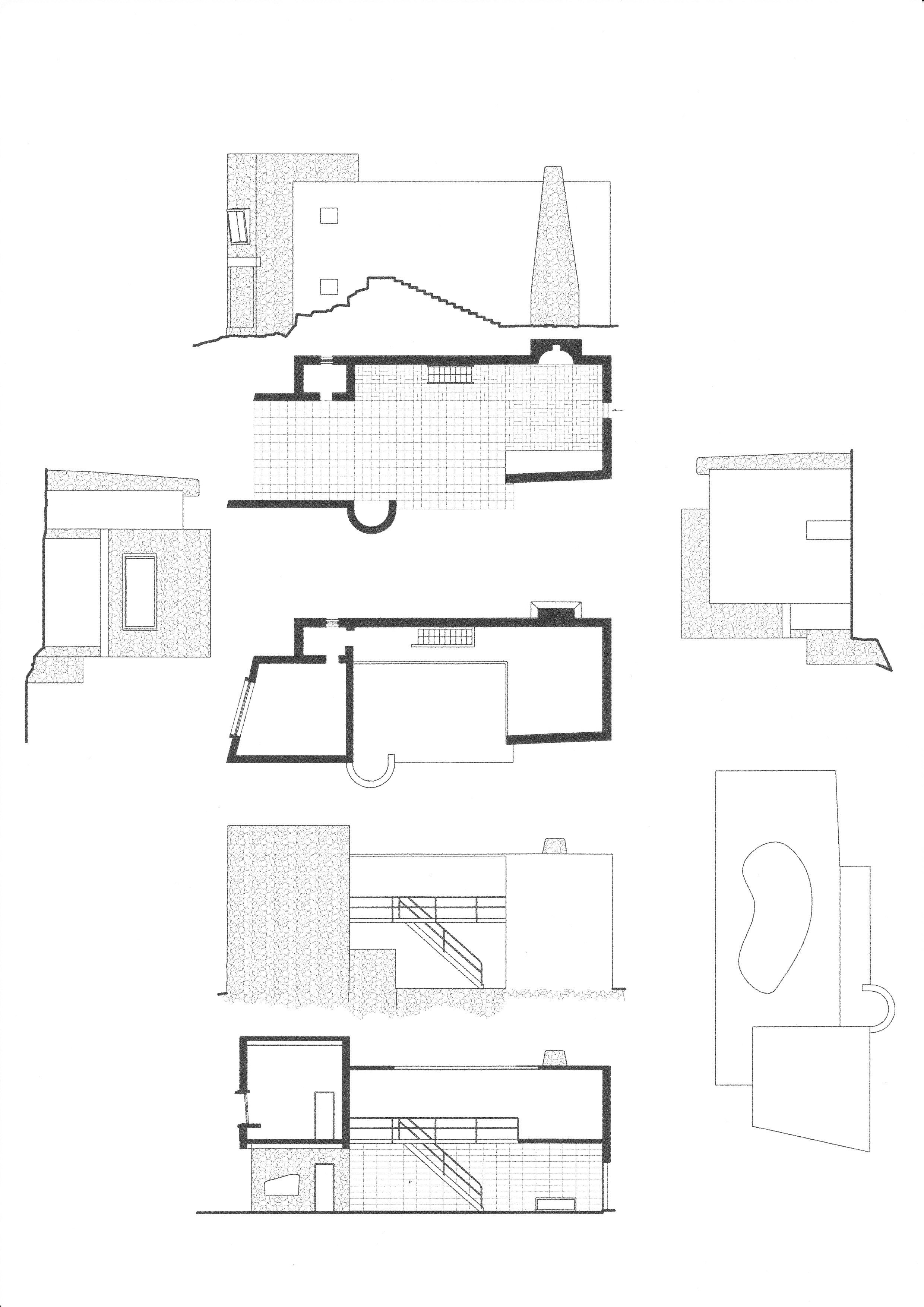
Villa Positano

## Werdegang
Bernard Rudofsky besuchte von 1918 bis 1922 die Realmittelschule, Wien 15, Henriettenplatz und studierte von 1922 bis 1928 Architektur und Bauingenieurwesen an der TH Wien. Er arbeitete von 1928 bis 1930 bei O. R. Salvisberg in Berlin und von 1930 bis 1932 bei Theiss & Jaksch in Wien. 1931 promovierte er. 1936 arbeitete er mit L. Gábor und 1937 mit Gio Ponti zusammen. 1948 erlangte er die US-Staatsbürgerschaft. Bernard Rudofsky lehrte von 1950 bis 1960 an der Waseda-Universität Tokio, 1975 an der Kunstakademie Kopenhagen und an der Yale School of Architecture. Er war zwischen 1960 und 1965 Konsulent des MoMA.
Er siedelte nach Neapel, São Paulo, Capri (1932) und Procida (1935) über. Er machte Reisen nach Bulgarien (1925, 1929), Türkei (1925), Frankreich (1926), Italien (1926), Schweiz (1926), Schweden (ab 1928), Türkei (1929), Griechenland (1929), Jugoslawien (1930), Japan (1955). Er hatte einen 2-monatigen Aufenthalt auf Santorin (1929), 6-monatigen Aufenthalt in Rio de Janeiro (1938), Aufenthalt in New York (ab 1941), einen 9-monatigen Aufenthalt auf Hawaii (1958) und 1985 einen Indienaufenthalt.

## Werk
Bücher
- Are Clothes Modern? 1947.
- Behind the Picture Window. 1955.
- Japan: Book Design Yesterday. 1962.
- Architektur ohne Architekten. Eine Einführung in die anonyme Architektur. Residenz, Salzburg / Wien 1989 (englisch: Architecture Without Architects. A short introduction to non-pedigreed architecture. 1964. Übersetzt von Regina Haslinger und Berta Rudofsky).
- The Kimono Mind. An Informal Guide to Japan and the Japanese. 1965.
- Strassen für Menschen. Residenz Verlag, Salzburg / Wien 1995, ISBN 3-7017-0920-3 (englisch: Streets for People. A Primer for Americans. 1969. Übersetzt von Berta Rudofsky und Brigitte Herberstein, 1988).
- The Unfashionable Human Body. 1971.
- The Prodigious Builders. Notes toward a natural history of architecture with special regard to those species that are traditionally neglected or downright ignored. 1977.
- Now I Lay Me Down to Eat. Notes and footnotes on the lost art of living. 1980.
- Sparta/Sybaris. Keine neue Bauweise, eine neue Lebensweise tut not. Hrsg.: Österreichisches Museum für angewandte Kunst, Wien, Residenz Verlag, Salzburg / Wien 1987, ISBN 3-7017-0501-1.

Bauten
- 1930–1931: Gymnasium Wenzgasse, Wien-Hietzing als Mitarbeiter von Theiss & Jaksch
- 1934–1937: Casa d’Oro, Posillipo mit Luigi Cosenza[2][3]
- 1939: Haus Holenstein, Itapecirica
- 1940: Haus Frontini, São Paulo
- 1940: Haus Arnstein, São Paulo
- 1948–1949: Garten Nivola, Amagansett-Long Island
- 1960: Garten Carmel, Grosspoint-Vernon Hills
- 1967–1968: Geschäftslokal für TAP, New York
- 1968–1972: La Casa, Frigiliana mit José Antonio Coderch[4]

Möbel
- 1944: Stoffdesigns, Bernardo Sandalen
- 1949: Stoffdesign für Schiffer Prints, Louvre-light Alpha mit R. Blow
- 1954: Möbelserie für Hans Knoll
- 1985: Paravents, Schuhe, Sandalen für „Golden Eye“, Entwicklungsprogramm für Indien

## Ehrungen und Preise
- 1957, 1959: Fulbright Scholar Award
- 1977: Johann Joseph Ritter von Prechtl-Medaille
- 1986: Preis der Stadt Wien für Architektur
- 2009: Rudofskyweg, Wien-Donaustadt (22. Bezirk)

## Ausstellungen
- 1964–1965: Architecture Without Architects. MoMA[5]
- 1987: Bernard Rudofsky: Sparta/Sybaris. Keine neue Bauweise – eine neue Lebensweise tut not. Museum für angewandte Kunst Wien
- 2007: Lessons from Bernard Rudofsky. AZW[6]
- 4.10.2023—26.11.2023: SAMMELN IM FOKUS 10: Textile Objekte aus dem Besitz von Berta und Bernard Rudofsky. Museum für angewandte Kunst Wien

## Sekundärliteratur
- Andrea Bocco Guarneri: Bernard Rudofsky: A Humane Designer. Springer-Verlag, Wien 2003, ISBN 3-211-83719-1.
- Monika Platzer: Lessons from Bernard Rudofsky. Das Leben eine Reise. Ausstellung Architekturzentrum Wien 2007, The Getty Research Institute, Los Angeles 2008, Birkhäuser Verlag, Basel 2007, ISBN 978-3-7643-8359-6.
- Ugo Rossi: Bernard Rudofsky architect. Clean Edizioni, Napoli, 2016, ISBN 978-88-8497-527-0.